# Bicudinho
O Bicudinho, também conhecido por Lúcio Vivíparo, Belonesox belizanus são uma espécie alongada com um perfil levemente achatado. A mandíbula inferior é maior que a superior, estando direcionada para superfície da água. Os olhos desta espécie são grandes e a barbatana dorsal está localizada na parte de trás do corpo. O dorso é castanho-claro a verde-oliva e os flancos são mais escuros com uma iridescência esverdeada. Os flancos são uma série de pequenas manchas pretas que formam muitas vezes uma linha quebrada. A barriga é branco-amarelada. Na base da nadadeira caudal há uma mancha escura. As barbatanas são de outra cor. Habita a América Central, desde pântanos e lagos de Honduras até o sul do México.

## No aquário
Um aquário de 40 "(101 cm) com uma capacidade de 45-55 litros é suficiente (170-209 l). O tanque deve se fortemente plantado com uma cobertura parcial de plantas flutuantes. Deixar áreas de natação abertas. O filtro deve ser forte, mas deve criar pouca corrente. pH 6,8-8,2 (7,5), 10-26 dH (15), 25-30 °C. Sugerir uma adição 1-1,5% de sal. Isto pode ser conseguido pela adição de 7,5-11 TSP. de ripas para cada 10 galões (10-15 g/10 L). Podem ser alimentados com peixes e minhocas vivos, insetos, larvas de insetos, crustáceos, coração de carne e ocasionalmente pellets.

## Sociabilidade
Uma espécie predadora que se alimenta de pequenos peixes. Mantenha em um tanque com apenas outros peixes da sua espécie ou coloque com outras espécies de grande porte. Peixes mais velhos se tornam mais agressivos com a idade. Um peixe tímido que se esconde em primeiro lugar entre as plantas.É compatível com Cichlasomíneos, Xiphophorus sp grandes (acima de 4,7 "ou 12 cm de comprimento), Loricarídeos, Doradídeos.

## Reprodução
A desova ocorre mais facilmente com a adição de sal, principalmente em tanques com espécimes grandes. Nascem cerca de 120 filhotes. Medem entre 1,3 a 2,5 cm de comprimento, dependendo do tamanho e da condição da fêmea. A fêmea não irá predar os filhotes, mas eles devem ser removidos para um tanque próprio. Os jovens crescem rapidamente quando alimentados com uma dieta de Cyclops e Artemia, e frequentes mudanças parciais de água são administrados. Os jovens podem até ser alimentados com guppies pequenos. Os jovens devem ser frequentemente classificadas por tamanho de modo que o canibalismo não ocorra.